# Emili Saguer i Olivet
Emili Saguer i Olivet (Maçanet de Cabrenys, Alt Empordà 1865 - Girona 1939) fou un jurista i escriptor català, especialista en dret civil i canònic. Exercí com a notari de Girona i fou membre de la Unió Catalanista i de l'Acadèmia de Jurisprudència i Legislació de Catalunya. A l'Assemblea de Reus del 1893 va proposar la creació d'un estat català dins la monarquia espanyola. Va escriure nombrosos llibres i articles sobre el dret de la terra, el pairalisme i la parceria.
En 1930-31 fou president de la diputació provincial de Girona. S'oposà a la llei de Contractes de Conreu i atacà la política de la Generalitat de Catalunya arran dels conflictes que en sorgiren amb l'Institut Agrícola Català de Sant Isidre. El 1935 va renegar del catalanisme i fundà a Girona la revista Cataluña Española, que exigia que la provincia de Gerona quede vinculada directamente al Poder central español.
Era oncle per línia materna del periodista, i també fill de la mateixa localitat Rafael Delclós Saguer (1897-1967).

## Obres
- Lo catalanisme i la llei penal (1904)
- De la parceria y 'l judici de desahuci (1905)
- Institución de los fideicomisos y sus efectos en Cataluña (1913)
- Derechos que la legislación minera salva y reserva a los propietarios con respecto a las substancias llamadas de la segunda sección y brevísimas observaciones acerca del proyecto de Código minero (1915)
- Transgresiones del Estatuto y de la Constitución del Estado Español por la Generalidad de Cataluña (1934)